# Hypophylla sudias
Hypophylla sudias is een vlindersoort uit de familie van de prachtvlinders (Riodinidae), onderfamilie Riodininae.
Hypophylla sudias werd in 1858 beschreven door Hewitson als Lemonias sudias

## Synoniemen
- Lemonias sudias Hewitson, 1858
- Calospila sudias
- Polystichtis sudias (Hewitson, 1858)

## Voorkomen
De typelocatie van de soort is Honduras. De soort komt voor in Midden-Amerika van Mexico tot en met Colombia.